# Carolyn Christov-Bakargiev
Carolyn Christov-Bakargiev (ur. 2 grudnia 1957 w Ridgewood w stanie New Jersey) – amerykańska pisarka, historyk sztuki i kuratorka wystaw włoskiego pochodzenia. Dyrektor Muzeum Sztuki Współczesnej Castello di Rivoli w Turynie oraz Fundacji Francesco Federico Cerruti w Rivoli-Turyn.

## Życiorys
Rodzice Christov-Bakargiev poznali się podczas studiów w Turynie. Matka pochodziła z Piemontu i miała doktorat z archeologii. Ojciec uciekł z Bułgarii po zakończeniu II wojny światowej i rozpoczął studia medyczne w Turynie. W 2. połowie lat 50. wyjechali do Stanów Zjednoczonych, gdzie w Ridgewood w stanie New Jersey urodziła się ich córka Carolyn.
Carolyn Christov-Bakargiev kończyła literaturę, filologię i historię sztuki na Uniwersytecie w Pizie oraz w Genui. Pracę dyplomową napisała na temat związku pomiędzy twórczością Franka O’Hary ze sztuką abstrakcyjnego ekspresjonizmu.
Pracowała jako krytyk w czasopismach Reporter i Il Sole 24 Ore. W swoich opracowaniach skupiała się na sztuce współczesnej i awangardowej. W 1999 roku opublikowała książkę o włoskim ruchu Arte Povera.
W latach 1999–2001 była starszą kuratorką w Centrum Sztuki Współczesnej PS1, stowarzyszonym z MoMA w Nowym Jorku. W latach 2002–2008 była główną kuratorką w Muzeum Castello di Rivoli w Turynie.
W 2012 roku była dyrektorem artystycznym prestiżowego wydarzenia – 13. edycji documenta. W tym samym roku magazyn ArtReview umieścił ją na pierwszym miejscu na corocznej liście Power 100 najbardziej wpływowych postaci sztuki współczesnej.
Prywatnie jest żoną włoskiego artysty Cesare Pietroiustiego. Para ma dwie córki.